# Đông Lai
Đông Lai là một xã thuộc huyện Tân Lạc, tỉnh Hòa Bình, Việt Nam.
Xã Đông Lai có diện tích 23,28 km², dân số năm 1999 là 5497 người, mật độ dân số đạt 236 người/km².